# Siktning

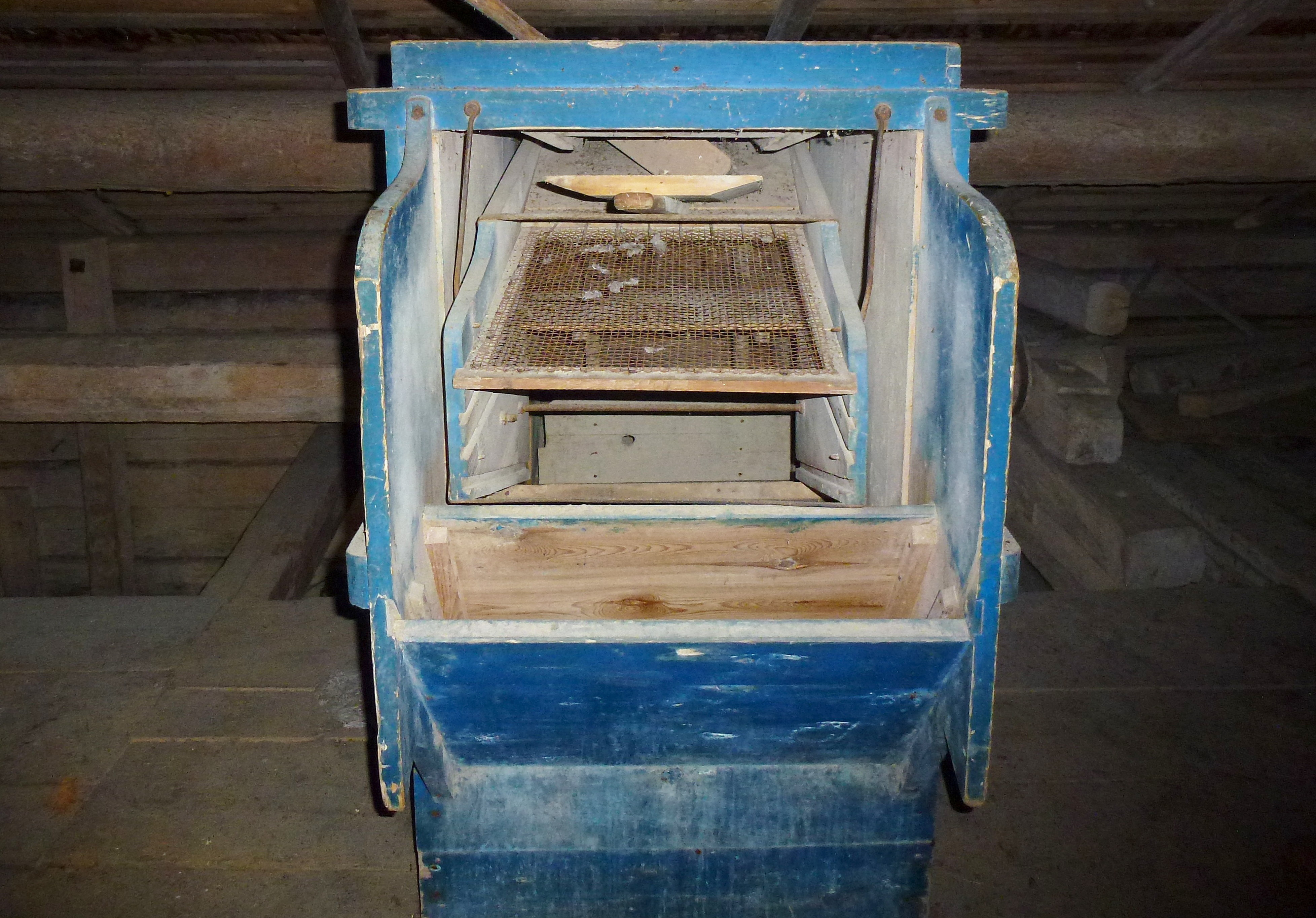
En siktmaskin i Utanheds kvarn.

Siktning är en metod för att sortera partiklar i olika partikelstorlekar. Vanliga redskap för att åstadkomma siktning är siktar (silar som släpper igenom partiklar med en bestämd storlek). 
En siktkurva är en graf som visar en produkts viktprocent plottad mot partikelstorlek. På så sätt kan man se fördelningen av partiklar i en viss produkt. Typiska produkter kan vara malm som har malts och skall gå in i en flotationsprocess.